# ميناء أكادير
ميناء أكادير يقع في مدينة أكادير، وهو أحد أهم الموانئ المغربية، فبفضل التجهيزات العصرية والمعدات الحديثة التي يتوفر عليها، يمكن للبواخر والبضائع أن تعبره في أحسن الظروف وبكل آمان.
يوجد بجهة سوس ماسة درعة منطقة صناعية وتجارية تقدر مساحتها ب 9,5 هكتار تضم حاليا أكثر من 400 شركة، إضافة إلى منطقة خاصة بتخزين البضائع مساحتها هكتار واحد.
يساهم المركب المينائي بأكادير بشكل فعال في التنمية الاقتصادية بجهة سوس ماسة درعة ويقوم مكتب استغلال الموانئ بتسيير هذا المركب ويوفر عدد من الخدمات ذات جودة عالية (التفريغ والشحن والتخزين) لفائدة المقاولات، من أجل إصلاح وحدات الصيد الساحلي.
زود الميناء برصيف مخصص لجر السفن، متواجد بميناء الصيد القديم تبلغ مساحته حوالي 60×65 متر وتبلغ طاقته الاستيعابية 30 وحدة قد تصل حمولتها إلى 200 طن، كما يتوفر الميناء على حوض للرفع يحتوي على حزام للإرساء.
تطور ميناء الصيد الجديد من أجل تعويم وتجفيف وحدات قد تصل سعتها إلى مائتين طن، وعلى رافعة للسفن (من نوع سنكروليفت) مخصصة للوحدات الكبيرة تصل طاقتها الاستيعابية القصوى إلى 750 طن ويمكن أن تستقبل 7 سفن في الآن نفسه.
سجلت حركة الرواج التجاري لميناء أكادير 6 ملايين طن، حتى متم عام 2020، وذلك بارتفاع بلغ 18.2 في المائة مقارنة مع سنة 2019.

## أرقام وإحصائيات
يحقق ميناء أكادير حركة مرور تقدر بـ: 
- ما يعادل 2.300.000 طن من البضائع، منها البضائع المستوردة: 400.000 طن من الحبوب، 500.000 طن من الهيدروكربونات، و 100.000 طن من الفحم، ومنها المخصصة للتصدير: 120.000 طن من السمك المجمد و 60.000 طن من المصبرات و 280.000 طن من الحوامض والبواكر و 3.000 طن من الرخام.
- أكثر من 88.000 مسافر سنويا عن طريق رحلات بحرية مستأجرة من طرف أصحاب السفن لهم صيت عال.
- 45.000 حاوية يصل طولها إلى ما يعادل 20 قدم سنويا.

## البنية التحتية
يمتد الميناء على مساحة تقدر بـ 121 هكتار ويتوفر على : 
- رصيف مخصص للسفن يمتد على طول 4.600 متر بعمق يتراوح ما بين 4 أمتار و15 أمتار.
- حوض مساحته 103 هكتارات.
- محطة لتخزين البترول.
- محطة خاصة بتخزين الحبوب.
- محلات للتخزين.
- معدات للتفريغ والشحن: مرفاع ورافعات وجرارات وعربات لنقل البضائع وشحان.

## الدعم اللوجستيكي
إن الميناء مزود بمعدات كاملة لمساعدة السفن على الإبحار وعلى محركات عائمة: 
- عمود الإشارات
- محطة لإرشاد السفن
- محطة للجر
- ثلاث سفن للجر بقدرة 720 و2500 حصان
- زورقين مخصصين لإرشاد السفن بقدرة 185 حصان